# Hârtop
Hârtop è un comune della Romania di 2 614 abitanti, ubicato nel distretto di Suceava, nella regione storica della Moldavia. 
Hârtop è divenuto comune autonomo nel 2004, staccandosi dal comune di Preutești.